# Ferrovia de Piria
A Ferrovia de Piria (em castelhano:  Ferrocarril de Piria), chamado popularmente de Trencito de Piria, foi uma antiga ferrovia na cidade uruguaia de Piriápolis, conectando a cidade de mesmo nome com a cidade de Pan de Azúcar.

## Construção
Em 1908, por ocasião da construção da cidade de Piriápolis e seu porto, o empresário Francisco Piria, também promotor deste balneário, decidiu lançar um ramal ferroviário do Cerro Pan de Azúcar até o porto de Piriápolis, que tinha o objetivo de transportar a maior parte dos materiais para a construção da cidade.
Em 1914, durante a construção do ramal ferroviário que ligaria o leste do Uruguai à capital do país, Francisco Piria decidiu iniciar a operação do serviço de passageiros, estendendo o ramal até a recém-criada Estação de Pan de Azúcar, da companhia Ferrocarril Uruguayo del Este, conectando-se assim ao ramal ferroviário de Montevidéu e outras partes do país. Dessa forma, o turismo na cidade nascente seria beneficiado, recebendo visitantes não apenas de Montevidéu, mas também de outras cidades.
Em 1948, a ferrovia foi adquirida pelo Estado e somente em 1952 passou a ser operada pela Administración de Ferrocarriles del Estado. Apesar das críticas, a administração a dissolveu em 1959.
Em 1992, a Associação de Ferromodelistas de Piriápolis fundou o Museu Ferroviário de Piriápolis, projetado para preservar a história ferroviária do país e da cidade.